# Mesosetum gibbosum
Mesosetum gibbosum är en gräsart som beskrevs av Stephen Andrew Renvoize och Tarciso S. Filgueiras. Mesosetum gibbosum ingår i släktet Mesosetum och familjen gräs. Inga underarter finns listade i Catalogue of Life.